# Fuyuan (Heilongjiang)
Fuyuan (抚远市S, Fǔyuǎn ShìP) è una città-contea frontaliera della Cina continentale, situata nella provincia di Heilongjiang e amministrata dalla prefettura di Jiamusi. 
La popolazione risultava essere di 126.694 abitanti nel 2010, in crescita rispetto agli anni precedenti.  

## Geografia
Ubicato in una zona estremamente pianeggiante, alla confluenza tra il fiume Amur e il fiume Ussuri, i quali segnano nel loro percorso il confine tra la Russia e la Cina in quest'angolo di Oriente, l'abitato urbano giace immediatamente a Sud del corso del primo.
I due fiumi segnano, rispettivamente, il confine della città-contea di Fuyuan con le entità amministrative russe dell'Oblast' Autonoma ebraica e del territorio di Chabarovsk. 
Fuyuan è la città più ad est della Cina. Il punto più orientale in assoluto è costituito dall'isola fluviale di Bolshoy, posta circa 25 km ad est di Fuyuan. 
La città russa di Chabarovsk dista approssimativamente 50 km da Fuyan, tuttavia non esistono collegamenti stradali diretti tra i due centri.  

## Divisioni amministrative
La città-contea comprende cinque unità principali e cinque villaggi:
5 cittadine
- Fuyuan (抚远镇), Hanconggou (寒葱沟镇), Nongqiao (浓桥镇), Wusu (乌苏镇), Heixiazidao (黑瞎子岛镇)

5 villaggi
- Tongjiang (通江乡), Nongjiang (浓江乡), Haiqing (海青乡), Beilahong (别拉洪乡), Yanan (鸭南乡)

## Clima
Fuyan ha un clima continentale umido, classificato da Koeppen come "clima boreale delle foreste" o "clima boreale con estate calda".  
La sigla della sottozona è Dwa e indica la presenza di lunghi inventi secchi e perciò relativamente poco nevosi, dominati dall'aria polare ivi condotta dall'anticiclone siberiano, che si alternano a estati caratterizzate, però, da concentrazioni di piogge monsoniche.  
La temperatura media giornaliera minima è di -19,2° per il mese di gennaio, la media giornaliera massima di 22,3° in luglio.  

## Economia e trasporti
Fuyuan è stata collegata nel 2011 alla rete ferroviaria cinese: terra storicamente vocata alla grande produzione agricola, soprattutto di cereali, il collegamento ferroviario mira a diversificarne l'economia. 
Essa dispone, inoltre, di un porto fluviale con profondità fino a 10m capace di accogliere naviglio fino a 5000 tonnellate, e nel 2014 vi è stato inaugurato l'aeroporto di Fuyan Dongji.